# Jam session

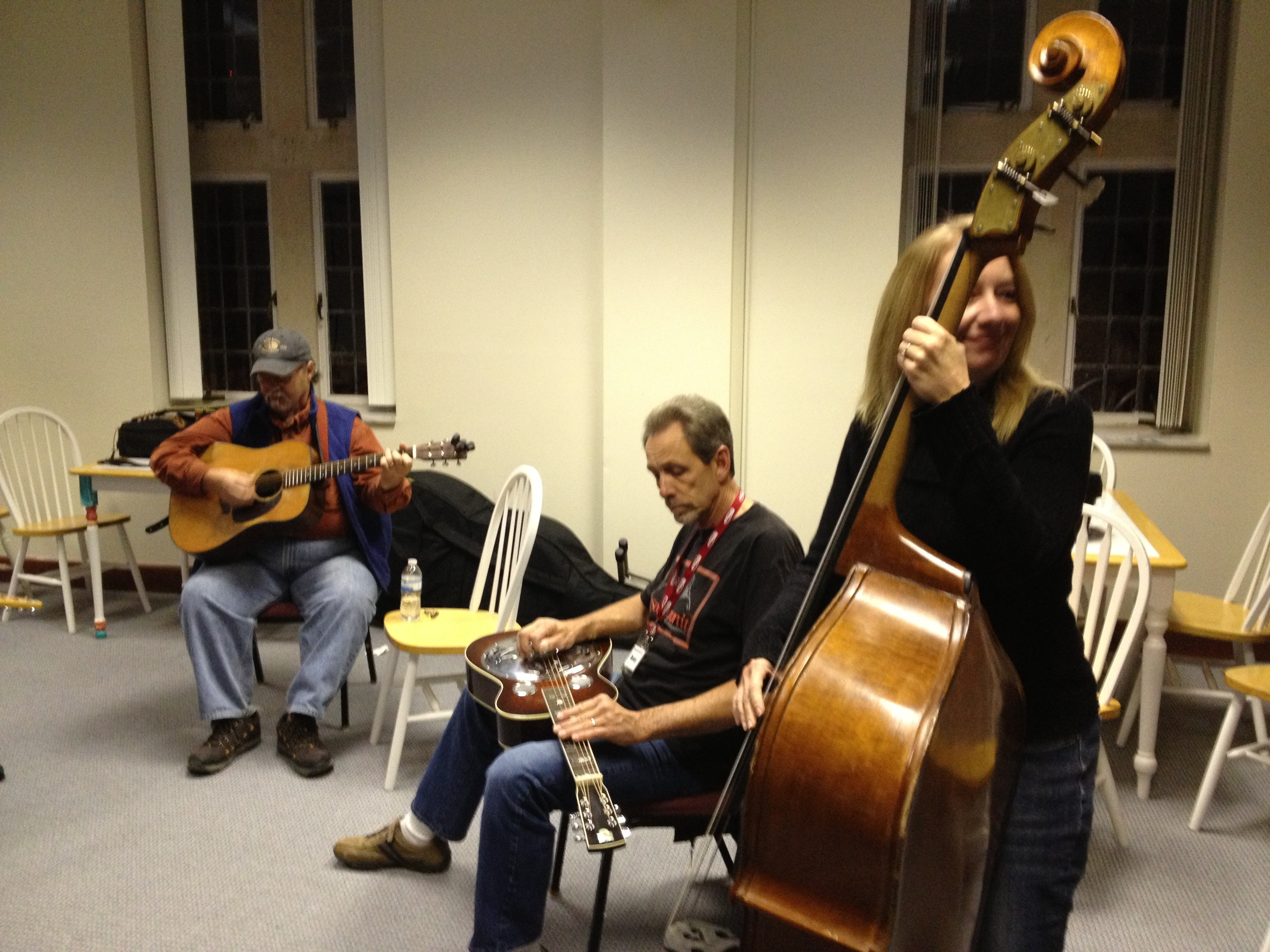
Exemplo de uma jam session com um violão, uma slide guitar e um contrabaixo acústico.

Em estilos de música popular, como o jazz por exemplo, jam significa tocar sem saber o que vem à frente, de improvisação. Nos clubes de jazz, é comum que, após o número principal, os músicos presentes sejam convidados para subir ao palco e tocar junto com a banda sem nenhum ensaio prévio. 
Também durante o processo de composição, muitas bandas costumam utilizar jam sessions ("sessões de jam") como forma de estimular a criatividade e criar material novo ou para conseguir gravações com interpretações naturais. Jam sessions podem ser organizadas por clubes como eventos especiais para atrair público, mas geralmente ocorrem sem nenhuma preparação prévia.
A expressão "Jam" NÃO é uma sigla para Jazz After Midnight, ou seja, jazz depois da meia-noite. Isso é uma lenda urbana que provavelmente se iniciou no Brasil, especificamente em São Paulo - e não é encontrada essa relação em nenhum estudo de língua inglesa. 

## História
A origem do termo é controversa. Pode vir do inglês jam, que significa geleia, em alusão à mistura de estilos que esta prática proporciona. No Brasil, acreditou-se por muito tempo que o termo vinha das iniciais da expressão jazz after midnight ("jazz depois da meia-noite"), pois a maior parte destas sessões acontece bem tarde, quando o público pagante já se retirou; porém, isso é falso, mas foi repetido tantas vezes que muitos acreditavam ser verdade. É possível que essa "lenda urbana" ocorreu porque em 1956 houve um álbum chamado "JAM: Jazz After Midnight", gravado em São Paulo - porém, como se sabe, o termo Jam é muito mais antigo e com origens etimológicos diversas. De todo modo, as "Jam Sessions" designavam, na década de 1920, quando músicos negros e músicos brancos se reuniam para tocar jazz. Essas apresentações, antes curtas, passam depois ser uma atração por si só, onde os músicos podiam tocar livremente, ao contrário de suas apresentações oficiais, nas quais eles deviam seguir o estilo "Paul Whiteman". Quando Bing Crosby participava dessas sessões, os músicos diziam que ele estava jammin' the beat ("perturbando a batida"), pois ele acentuava os tempos um e três. Essas sessões, então, passaram a ser conhecidas como jam sessions. Mezz Mezzrow dá mais detalhes, baseado na sua experiência no bar de jazz 3 Deuces:

Penso que a expressão jam session se originou naquele porão. Obviamente, bem antes disso os rapazes de cor costumavam se reunir e tocar por diversão, porém eram sessões privadas, estritamente para músicos profissionais, onde a ideia era cortar o outro músico visando a demonstrar sua superioridade. Essas sessões eram conhecidas como "competições de corte". Já a nossa ideia era tocar junto e fazer uma improvisação realmente coletiva. Havia sempre alguém gritando para mim naquele porão: "ei, Geleia, o que você vai fazer?" Eles haviam me dado essa alcunha, e a de Bolinho, porque eu sempre estava querendo tocar a música "(Não vou dar a ninguém este) Bolinho de geleia"), do Clarence Williams. E eu sempre respondia: "o Geleia vai dar um pouco de geleia agora", num trocadilho. Nós também usávamos muito a palavra "sessão", e penso que a expressão jam session se originou desses diálogos.
O cenário artístico de Nova Iorque durante a Segunda Guerra Mundial era famoso por suas jam sessions depois do horário de encerramento das casas noturnas. Uma das mais famosas era a da Minton's Playhouse, na década de 1940 e início da década de 1950. Nomes de destaque nas jam sessions dessa casa eram os consagrados solistas Ben Webster e Lester Young, bem como os ainda desconhecidos Thelonius Monk (o pianista da casa), Charlie Parker e Dizzy Gillespie, que se tornariam líderes do movimento bebop. Nessas jam sessions, os solistas tentavam acompanhar a banda da casa e ao mesmo tempo competir entre si.
Com a popularização do termo e o aumento da proficiência dos músicos, o termo passou a ser usado também em outros gêneros musicais em que a improvisação é usada, como o rock e o choro. 

### Música afro-cubana
Influenciada pelo jazz, a música de Cuba assistiu ao surgimento de improvisadas jam sessions durante o movimento filin da década de 1940, nas quais boleros, sones e outros gêneros musicais eram tocados numa versão estendida chamada "descarga". Durante a década de 1950, essas descargas se tornaram a base de um novo gênero de jams improvisados baseados no son montuno com notável influência do jazz, sob a liderança de Júlio Gutiérrez e Cachao López.

### Rock
Na década de 1960 e início da década de 1970, conforme aumentava o nível técnico dos músicos de roque e pop, o jam no palco se tornou uma constante. Bandas como Pink Floyd, Cream, The Jimi Hendrix Experience, Deep Purple, The Who, Grateful Dead, AC/DC, Led Zeppelin, Santana, King Crimson e Allman Brothers Band apresentavam improvisações ao vivo que duravam de dez a vinte minutos. Nas versões gravadas, essas apresentações podem estar reduzidas.

#### Jam bands
Embora frequentemente se diga que o Grateful Dead foi a primeira jam band, o Cream já apresentava longas improvisações em suas músicas desde 1967. Entretanto, foi o Grateful Dead que transformou a jam band num gênero próprio. Bandas mais recentes seguiram seus passos, como Phish, Umphrey's McGee e Widespread Panic. Outras bandas, como Red Hot Chili Peppers, também fazem jam sessions frequentemente. O grupo Dave Matthews Band é popularmente conhecido por fazer longas e extensas jam sessions em suas apresentações ao vivo. A banda de roque progressivo Coheed and Cambria sempre termina suas apresentações com uma jam session para a canção The final cut.

### Bluegrass
O bluegrass também possui uma tradição de jamming. As suas jam sessions acontecem em estacionamentos e acampamentos de festivais de música, em lojas de música, bares, restaurantes e palcos. Elas tendem a ser segregadas segundo o nível de habilidade dos músicos. As jams lentas são a porta de entrada para os principiantes. As jams abertas são abertas a qualquer um, porém espera-se um certo nível de proficiência dos músicos. As habilidades de ouvir uma progressão harmônica e manter o ritmo são essenciais. A habilidade de tocar solos improvisados com uma leve sugestão da melodia é desejável. Jams com alto nível técnico costumam ser apresentações privadas, acessíveis somente com um convite.     